# امرادو (داکوتای شمالی)
امرادو(به انگلیسی: Emerado) شهری در ایالت داکوتای شمالی کشور ایالات متحده آمریکا است که جمعیت آن در سرشماری سال ۲۰۱۰ میلادی، ۴۱۴ نفر بوده‌است.